# 苜蓿叶型交流道
苜蓿叶型交流道（英語：Cloverleaf Interchange）是一种双层立交桥，所有转向均由匝道处理。右驾地区中，左转车辆需先在一条道路上方或下方通过另一条道路，然后右转驶入一个单向，四分之三（270°）的环形匝道，并汇入交叉路口。苜蓿叶型交流道的目的是，允许两条公路交叉，且任何车辆无需被交通信号灯拦截。该类型交流道的主要缺点是车辆的交织。

## 参考资料

不同四叉路口交流到的车流方向